# خوسيه لويس كارينيو
خوسيه لويس كارينيو (بالإسبانية: José Luis Carreño)‏ هو مبشر إسباني، ولد في 23 أكتوبر 1905، وتوفي في 29 مايو 1986.